# Champlost
Champlost es una localidad y comuna francesa situada en la región de Borgoña, departamento de Yonne, en el distrito de Auxerre y cantón de Brienon-sur-Armançon.

## Demografía
| 1 186 | 1 267 | 1 224 | 1 300 | 1 539 | 1 512 | 1 526 | 1 556 | 1 486 | 1 447 | 1 462 | 1 431 | 1 359 | 1 286 | 1 248 | 1 221 | 1 096 | 1 017 | 1 005 | 919 | 823 | 812 | 761 | 722 | 734 | 664 | 657 | 685 | 670 | 698 | 733 | 766 | 790 |
| Para los censos de 1962 a 1999 la población legal corresponde a la población sin duplicidades (Fuente: INSEE [Consultar]) |       |       |       |       |       |       |       |       |       |       |       |       |       |       |       |       |       |       |     |     |     |     |     |     |     |     |     |     |     |     |     |     |